# Pont de la Farga Vella
El Pont de la Farga Vella és un pont del municipi de Castellar de n'Hug (Berguedà) que forma part de l'Inventari del Patrimoni Arquitectònic de Catalunya.

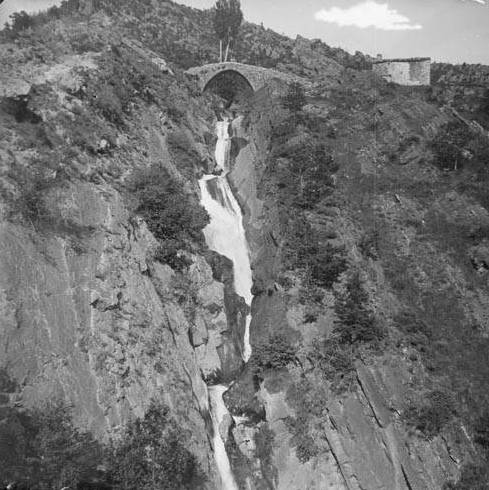
El pont de la Farga Vella (als voltants de 1890)

## Descripció
És un pont d'una sola arcada d'arc de mig punt. L'arc i l'intradós són de fàbrica de pedra, com la resta però més ben escairada, a plec de llibre i en filades regulars. L'estrep esquerre queda bruscament tallat per una construcció recent, alternant-ne el context, ja de per si prou afectat per la nova carretera i l'hotel proper. Actualment el pont ha quedat incorporat a la zona d'esbarjo de l'hotel.